# Rutger Lemm
Rutger Stephan Marcel Lemm (Amsterdam, 4 oktober 1985) is een Nederlands schrijver, scenarist, comedian en podcast-host. Vanaf zijn achttiende schreef hij persoonlijke essays en interviews voor onder andere Spunk, de Volkskrant, nrc.next en Vrij Nederland. In 2015 verscheen zijn eerste boek Een grootse mislukking bij De Bezige Bij en hij stelde in 2017 de essaybundel Onze dieren samen. In 2018 won hij samen met regisseur Stephane Kaas, omroep NTR en producent Baldr Film een International Emmy Award voor de film Etgar Keret: Based on a True Story.
Momenteel is Rutger Lemm redactielid van Dit was het nieuws en interviewt hij mensen die hij bewondert in de podcast Kopstuk. Zijn columns over het vaderschap verschenen in De Standaard, &C en de Volkskrant.
- Gemeinsame Normdatei: 1149161817
- International Standard Name Identifier: 0000 0004 5285 4227
- Library of Congress Control Number: nb2019001711
- Nederlandse Thesaurus van Auteursnamen: 390777757
- Virtual International Authority File: 317290864
- WorldCat: E39PBJwD63q87Ymt6XcD76fjG3